# Pantomallus proletarius
Pantomallus proletarius là một loài bọ cánh cứng trong họ Cerambycidae.